# Konsumption
Konsumption var en indenlandsk nærings- og forbrugsafgift (i Danmark indført første gang i 1657 og ophævet i 1852) kombineret med andre (indirekte) skatter (formalingsafgift, afgift ved vielse og lignende), specielt om en afgift af fødevarer, som indførtes fra landet til købstædernes markeder.
Konsumptionsafgiften blev betalt ved acciseboden ved varernes indførsel til købstaden.
 Accise er en anden afgift fra samme periode.